# 马瑟韦尔足球俱乐部
马瑟韦尔足球俱乐部（Motherwell Football Club）是苏格兰超级联赛球队之一。 成立於1886年，主場為菲尔公园球场（Fir Park）。

## 球會近況
在2007年12月29日，隊長（Phil O'Donnell）在對比賽（當時比數為5-2，最終以5-3完場）於78分鐘突然暈倒，經急救後，送往醫院，最終因心臟衰竭而不治。他於當地時間下午五時十八分離世，終年三十五歲。他的姪兒（David Clarkson）也於同場比賽，射入兩球。
近年馬瑟韋爾以訓練年青球員而著名，出品包括曾效力的及些路迪的。

## 球會歷史
馬瑟韋爾由兩支當地工廠球隊“格倫凱恩”（John Glencairn Carter Hamilton）及“艾爾巴”（Aplha Steam Crane and Engine Works）於1886年合併而成，在1893年轉為職業球隊及加入新組成的乙組聯賽，首場聯賽4-1擊敗咸美頓，並於1895年遷入菲爾公園球場，1912年開始採用沿用至今的紫紅及黃色。
第一次大戰後馬瑟韋爾開始展示實力，分別打入1931年（重賽2-4負於）, 1933年（0-1再次敗於些路迪）及1939年（0-4負於克萊德）的蘇格蘭杯決賽，並奪得1931/32年的甲組聯賽冠軍，同季威利·麥克菲戴恩射入52球，至今仍然是蘇格蘭最高入球紀錄。
第二次大戰後馬瑟韋爾實力依然，在1950/51年於聯賽杯決賽4-1擊敗奪得錦標，同年並打入蘇格蘭杯決賽，但0-1不敵些路迪，翌年（1952年）第五次晉身蘇格蘭杯決賽，終以4-0擊敗，首次奪得蘇格蘭杯。1955年博比·安素（Bobby Ancell）接任領隊，建立包括查理·艾堅、伊恩·聖莊及帕特·奎恩等球員的球隊而被稱為安素寵兒（Ancell Babes）。
踏入60年代馬瑟韋爾成績開始滑落，更於1968年降級乙組，雖然翌年即奪得乙組聯賽冠軍回升甲組，但球隊只能位列中下游，1974/75年聯賽排名第十位僅可入圍翌年成立的超級聯賽。1979年在超級聯賽成為榜末第十位而降級甲組，期間在兩組之間浮沉，直到1984年任命汤米·麦克莱恩成為領隊，首季即能帶領馬瑟韋爾回升超級聯賽，從此在頂級聯賽再次踏穩腳步。
1991年馬瑟韋爾再次晉身蘇格蘭杯決賽，4-3擊敗另一支的球隊而再嘗冠軍滋味。2002/03年馬瑟韋爾因財政困難而遭過渡接管，領隊埃里克·布莱克（Eric Black）辭職，由助手接替，最終球隊在聯賽包尾，幸而甲組聯賽冠軍獲得升級資格的因主場不符蘇超規格，而與艾迪爾聯共用球場的申請亦被拒絕，馬瑟韋爾才僥倖獲准留級。馬瑟韋爾在2004年脫離接管。
2004/05年馬瑟韋爾在奪標超過50年後再次晉身聯賽杯決賽，分別淘汰（作客3-0）、（作客3-1）、（作客5-0）及（中立2-2，加時3-2），但決賽1-5負於。同季聯賽最後一戰主場2-1擊敗些路迪，協助格拉斯哥流浪戲劇性奪標。

## 球會榮譽
| 榮譽                    | 次數        | 年度                   |
| 聯 賽 比 賽             | 聯 賽 比 賽 | 聯 賽 比 賽            |
| ----------------------- | ----------- | ---------------------- |
| 甲組聯賽《頂級》 冠軍   | 1           | 1931-32年。            |
| 甲組聯賽《第二級》 冠軍 | 2           | 1981-82年，1984-85年。 |
| 乙組聯賽 冠軍           | 2           | 1953-54年，1968-69年。 |
| 杯 賽 比 賽             |             |                        |
| 蘇格蘭杯 冠軍           | 2           | 1952年，1991年。       |
| 聯賽杯 冠軍             | 1           | 1950年。               |

## 外部連結
- 馬瑟韋爾官方網站 （页面存档备份，存于）